# Episodi di 1983
La prima stagione della serie televisiva 1983 è composta da 8 episodi ed è stata interamente pubblicata dal servizio on demand Netflix il 30 novembre 2018.
| nº | Titolo originale | Titolo italiano | Pubblicazione originale | Pubblicazione Italia |
| -- | ---------------- | --------------- | ----------------------- | -------------------- |
| 1  | Uwikłanie        | Coinvolgimento  | 30 novembre 2018        | 30 novembre 2018     |
| 2  | Rollback         | Rollback        | 30 novembre 2018        | 30 novembre 2018     |
| 3  | Układ            | Allineamento    | 30 novembre 2018        | 30 novembre 2018     |
| 4  | Reperkusje       | Ripercussioni   | 30 novembre 2018        | 30 novembre 2018     |
| 5  | Sanktuarium      | Santuario       | 30 novembre 2018        | 30 novembre 2018     |
| 6  | Zdrada           | Sovversione     | 30 novembre 2018        | 30 novembre 2018     |
| 7  | Mayday           | Mayday          | 30 novembre 2018        | 30 novembre 2018     |
| 8  | Requiem          | Requiem         | 30 novembre 2018        | 30 novembre 2018     |